# 植田バイパス
植田バイパス（うえだバイパス）は、愛知県豊橋市杉山町から同市磯辺下地町まで至る国道259号のバイパスである。現在一部が開通しており老津町から磯辺下地町3.9kmが供用されている。当初は1988年度（昭和63年度）暫定完成予定で推められていたが、2003年（平成15年）に事業計画が変更され2007年度（平成19年度）全体完成予定となった。しかし、地元調整の難航から残り1.2kmは2013年（平成25年）3月22日暫定2車線完成となった。2016年度（平成28年度）以降、全体完成へと変更されている。

## 概要
- 起点：愛知県豊橋市杉山町
- 終点：愛知県豊橋市磯辺下地町
- 全長：5.1km（うち供用延長3.9km）
- 車線数：4車線（暫定2車線整備）
- 全体事業費：110億4900万円（当初 68億2800万円）

## 歴史
- 1964年（昭和39年）：都市計画決定。
- 1974年（昭和49年）：事業化、用地買収開始。
- 1977年（昭和52年）：工事開始。
- 2013年（平成25年）3月22日：暫定2車線ながら全線開通。
- 2023年（令和5年）以降：4車線完成予定。[1]

## 接続するバイパス
- 田原バイパス（田原市予定）